# Beit ar-Rush al-Fauqa
Beit ar-Rush al-Fauqa (àrab: بيت الروش الفوقا, Bayt ar-Rūx al-Fawqā) és una vila palestina de la governació d'Hebron, a Cisjordània, situada 18 kilòmetres al sud-oest d'Hebron. Segons l'Oficina Central Palestina d'Estadístiques tenia 1.293 habitants el 2016.

## Història
Al-Dimashqi (m. 1327) va assenyalar una àrea anomenada "Bait-ras" a Palestina, i A. F. Mehren pensava que la seva descripció coincidia amb la localització del "Beit er-Rush" de Robinson.
En 1838 un Beit er-Rush fou assenyalat per Edward Robinson om un lloc "en ruïnes o abandonat", part de la zona entre les muntanyes i la Franja de Gaza, però subjecte al govern d'el-Khulil.
En 1863, Victor Guérin va assenyalar sobre aquestes ruïnes: "Aquestes ruïnes consisteixen en una gran quantitat de munts de materials irregulars. Cadascun d'aquests munts envolta una cova buida a la roca, en la qual hi ha una baixada de graons, o per una inclinació. Aquests habitatges subterranis van formar el soterrani de cases unifamiliars que estaven per sobre d'ells. Aquests han estat aixecats i reposats diverses vegades, mentre que els cellers són els mateixos que quan es van tallar a la roca."
En 1883 el Survey of Western Palestine (SWP) del Fons per a l'Exploració de Palestina ba assenyalar aquí: "rastres de ruïnes en un monticle".
En el cens de Palestina de 1931 la població de la vila, anomenada Kh. Beit er Rush al Ulya, era comptada amb la de Dura.
Després de la Guerra araboisraeliana de 1948 i els acords d'armistici de 1949, Beit ar-Rush al-Fauqa va quedar sota un règim d'ocupació jordana. Des de la Guerra dels Sis Dies en 1967, Beit ar-Rush al-Fauqa ha romàs sota ocupació israeliana.